# Gare de Labarthe-Inard
La gare de Labarthe-Inard était une gare ferroviaire française de la ligne de Toulouse à Bayonne, située sur le territoire de la commune de Labarthe-Inard, dans le département de la Haute-Garonne en région Occitanie. 
Elle est mise en service en 1862 par la Compagnie des chemins de fer du Midi et du Canal latéral à la Garonne. 
C'était une halte voyageurs de la Société nationale des chemins de fer français (SNCF) desservie par des trains régionaux TER Occitanie, point d'arrêt supprimé en 2022.

## Situation ferroviaire
Établie à 290 mètres d'altitude, la gare de Labarthe-Inard est située au point kilométrique (PK) 79,783 de la ligne de Toulouse à Bayonne, entre les gares de Lestelle et de Saint-Gaudens.
La gare dépend de la région ferroviaire de Toulouse. Elle est équipée de deux quais : le quai 1 dispose d'une longueur utile de 220 m pour la voie 1, le quai 2 d'une longueur utile de 220 m pour la voie 2.

## Histoire
La station de Labarthe-Inard est mise en service le 9 juin 1862 par la Compagnie des chemins de fer du Midi et du Canal latéral à la Garonne lorsqu'elle ouvre la section de Portet-Saint-Simon à Montréjeau, qui permet la circulation des trains depuis Toulouse.
En 2014, selon les estimations de la SNCF, la fréquentation annuelle de la gare était de 261 voyageurs.
En 2022, le point d'arrêt de Labarthe -Inard est supprimé. Les gares les plus proches sont Saint-Gaudens et Saint-Martory.

## Service des voyageurs

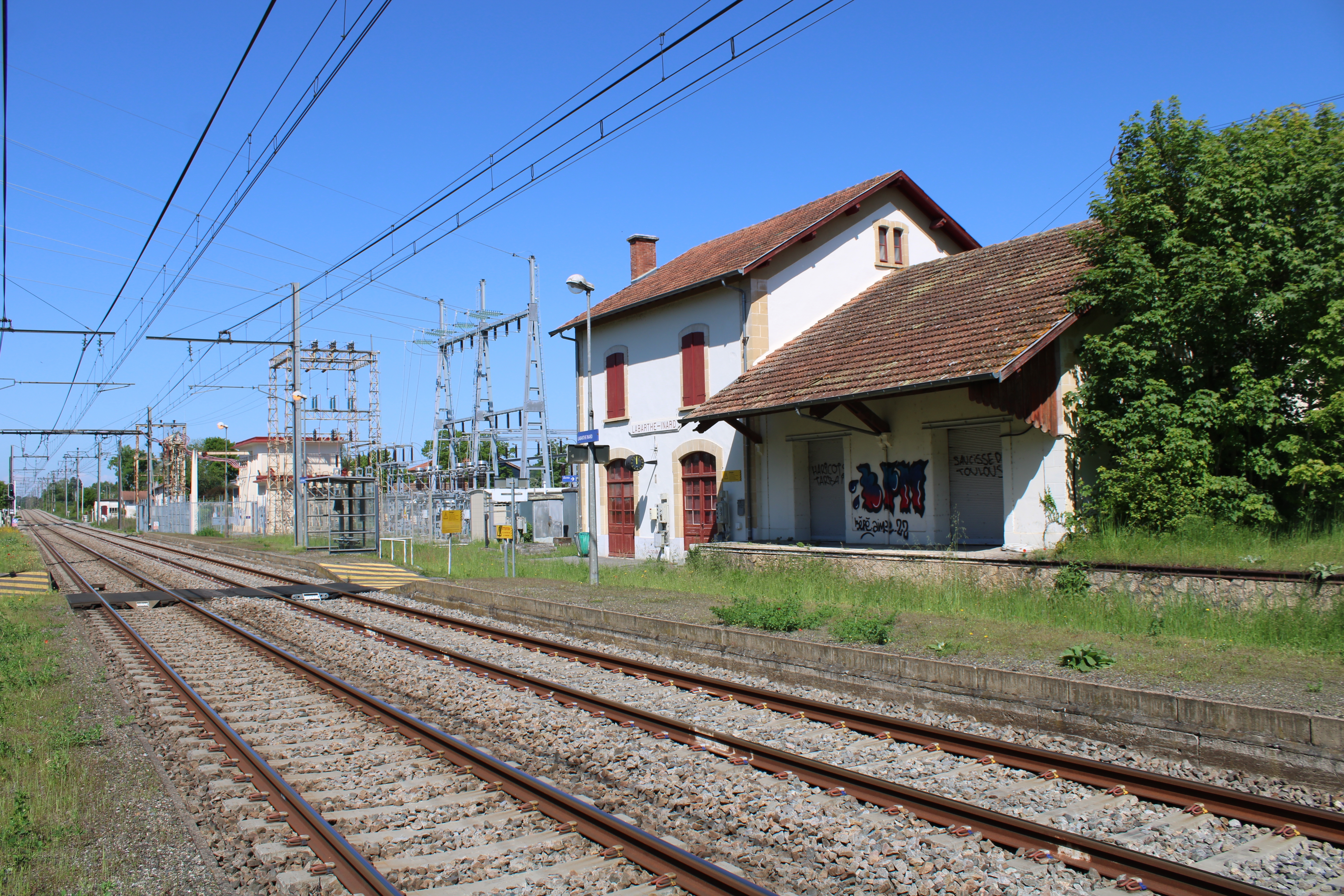
La gare de Labarthe-Inard et les voies en 2022.

### Accueil
Halte SNCF, c'est un point d'arrêt non géré (PANG) à entrée libre.

### Desserte
Labarthe-Inard était desservie par des trains TER Occitanie qui effectuent des missions entre les gares de Toulouse et Montréjeau - Gourdan-Polignan, ou de Pau.

### Intermodalité
Un parking pour les véhicules est aménagé.